# In med bollen
In med bollen är en svensk fotbollslåt skriven av Stefan Enberg, Markoolio, Daniel Bäckström och Hans Schumacher 2004. Den framfördes av Markoolio och var Sveriges officiella kampsång för Europamästerskapet i fotboll 2004 i Portugal . Tommy Söderberg medverkade i låten, och Shirley Clamp var körflicka. 
In med bollen lanserades 2004 bland annat på singel, som toppade den svenska singellistan, och låg även på fotbollssamlingen Fotbollsfeber.  Låten låg på Trackslistan i tre veckor under perioden 5–19 juni 2004 med placeringarna 16, 17 och 19. Den låg även på Svensktoppen i två omgångar, 20–27 juni 2004 med tionde respektive åttonde plats innan den lämnade listan.
I radioprogrammet Framåt fredag sändes en version av låten med titeln In kom snöfyllda moln vilken handlade om trafiksituationen då vintern kommit till Sverige.

## Låtlista
1. In med bollen - 3:22
2. In med bollen (karaokeversion) - 3:23
3. In med bollen (radioversion) - 3:02

## Listplaceringar
| Lista (2004–2005) | Topplacering |
| ----------------- | ------------ |
| Sverige           | 1            |

### Fotnoter
1. ↑  Information i Svensk mediedatabas.
2. ↑  ”Svensktoppen”. 20 juni 2004. http://sverigesradio.se/sida/topplista.aspx?programid=2023&date=2004-06-20. Läst 16 augusti 2014.
3. ↑  ”Svensktoppen”. 27 juni 2004. http://sverigesradio.se/sida/topplista.aspx?programid=2023&date=2004-06-27. Läst 16 augusti 2014.
4. ↑  ”Svensktoppen”. 4 juli 2004. http://sverigesradio.se/sida/topplista.aspx?programid=2023&date=2004-07-04. Läst 16 augusti 2014.
5. ↑  Framåt fredag - In kom snöfyllda moln
6. ↑  Swedischarts